# 四谷村
四谷村（よつやむら）は、かつて愛知県西加茂郡にあった村。
現在の豊田市の一部（矢並町・池田町・岩滝町・山中町など）に該当する。

## 歴史
- 1873年（明治6年） - 山中村が元山中村に改称する。
- 1889年（明治22年）10月1日 - 矢並村、池田村、岩滝村、元山中村が合併し、四谷村が発足。平井村、七重村と組合村を結成[1]。組合村役場を平井村に設置[1]。
- 1906年（明治39年）7月1日 -
  - 四谷村の一部（元山中）は、七重村、石下瀬村、中野村と富貴下村の一部[2]と合併し、石野村が発足。
  - 四谷村の残部（矢並、岩滝、池田）は、益富村、野見村、寺部村、渋川村、上野山村、市木村、平井村と合併し、高橋村が発足。同日四谷村は廃止。

## 教育
- 平井村外二ケ村組合立四谷尋常小学校（現・豊田市立矢並小学校）